# Ľadonhora

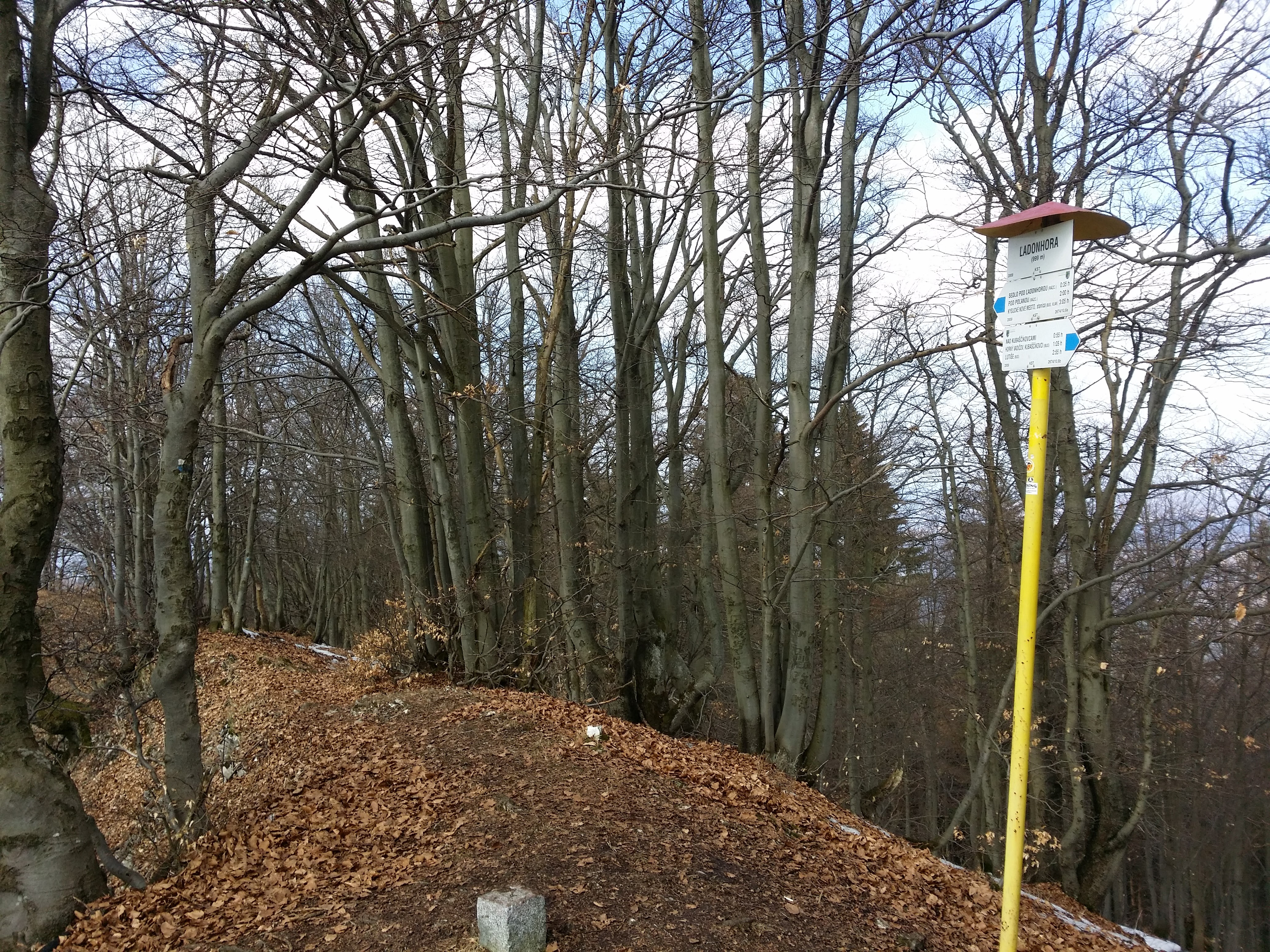
Szczyt Ľadonhory

Ľadonhora (999 m n.p.m.) – szczyt w Górach Kisuckich w północnej Słowacji, wznoszący się ok. 7 km na południowy wschód od Kisuckiego Nowego Miasta.

## Położenie
Ľadonhora znajduje się w południowej części Gór Kisuckich, w ich części, którą słowaccy geografowie określają jako Kysucké bradlá (Skały Kisuckie). Formacja ta należy do ciągnącego się długim, wąskim pasem wzdłuż łuku Karpat Pienińskiego Pasa Skałkowego. Ľadonhora tworzy jeden masyw z ciągnącym się tuż na zachód od niej grzbietem Sten. Od masywu tego na wysokości Ľadonhory w kierunku północno-wschodnim odchodzi grzbiet, który w rejonie szczytu Obelec (ok. 850 m n.p.m.) łączy się z grzbietem stanowiącym wododział między dorzeczami Bystricy (dopływ Kisucy) na wschodzie i samej Kisucy na zachodzie. Na północnych stokach masywu mają źródła liczne drobne cieki wodne (m.in. Kanový potok, Sidorovský potok), które po połączeniu w Povinský potok przez wieś Povina spływają do Kisucy. Od wschodu i południa cały masyw otacza szerokim łukiem dolina Vadičovskiego Potoku, w którym leżą zabudowania wsi Horný i Dolný Vadičov oraz Lopušné Pažite.

## Charakterystyka
Szczyt Ľadonhory ma formę kształtnego kopca, wyciągniętego nieco w osi wschód-zachód, spłaszczonego na szczycie. Ów kopiec wypuszcza w kierunku północnym wyraźnie niższy grzbiet, który zaraz skręca ku zachodowi, przechodząc przez płytkie Sedlo pod Ľadonhorou (835 m n.p.m.) w wał Sten. Zbocza tego kopca są strome, od strony południowej i wschodniej – bardzo strome. Są słabo rozczłonkowane, jedynie od strony wschodniej aż po sam prawie wierzchołek podchodzi łagodnym łukiem dość wąska, stroma i kamienista dolinka o charakterze wąwozu.
Masyw Ľadonhory zbudowany jest głównie z mezozoicznych wapieni, iłowców i margli. Głównymi czynnikami kształtującymi obecnie relief masywu są wody opadowe, wietrzenie mrozowe, ruchy grawitacyjne. W wielu miejscach w partiach szczytowych warstwa gleby jest cienka, stoki są kamieniste, spotkamy tam niewielkie wychodnie skalne.

## Przyroda i jej ochrona
Praktycznie cały masyw Ľadonhory jest zalesiony. Spotkamy tu różne facje buczyn z pojedynczo wtrąconymi świerkami, a w partiach skalistych – jaworami.
Górne partie góry, mniej więcej powyżej poziomicy 650–700 m n.p.m., wraz z południowymi stokami sąsiednich Sten, objęte są ochroną w rezerwacie przyrody Ľadonhora.